# François Valentijn
François Valentijn, né le 17 avril 1666 à Dordrecht et mort le 6 août 1727 à La Haye, est un naturaliste et un explorateur hollandais.

## Biographie
Après ses études de pasteur, il part en 1685 pour les Indes néerlandaises (aujourd’hui l’Indonésie) pour y évangéliser les populations. Il revient brièvement en Europe en 1695 avant de repartir pour l'Asie et se fixe à Batavia en 1705. Durant ses séjours, il assemble d’immenses quantités d'information ainsi qu’une collection histoire naturelle qu’il exploite à son retour aux Pays-Bas en 1714.
Il fait paraître de 1724 à 1726 un vaste ouvrage intitulé Oud en Nieuw Oost-Indiën vervattende een naaukeurige en uitvoerige verhandelinge van Nederlands mogentheyd in die gewesten, ouvrage qui demeurera un livre de référence durant plus d’un siècle. C'est une œuvre importante de 5 tomes en 8 volumes, illustrée de 1 050 planches.
Il y décrit notamment les activités des Néerlandais à Java, Sumatra, les îles Moluques, Banda, Timor, Sulawesi et Bali, mais aussi en Chine, au Cambodge, en Siam, en Inde, à Ceylan, en Perse et ailleurs. Son œuvre a parfois été critiqué par le côté brouillon, Valentijn rapporte tout ce qu’il a pu apprendre, mais est d’une richesse historique inégalée. Il traite tout autant des peuples dont il a connaissance que de la flore et de la faune. Mais surtout il décrit le fonctionnement de la Compagnie néerlandaise des Indes orientales à une époque où il était rigoureusement interdit de diffuser des informations à son sujet. Ce livre a été réédité sous forme de fac-similé en 2003-2004.